# HD 185075
HD 185075，又名CP-54 9438，SAO 246204、HR 7459，是一颗恒星，视星等为6.26，位于銀經343.36，銀緯-28.71，其B1900.0坐标为赤經19h 32m 19.1s，赤緯-54° -28.71′ 41″。